# Smaki Roztocza
Jarmark Galicyjski "Smaki Roztocza" – festiwal kulinarny, który ma miejsce w Narolu, począwszy od 1999.
Festiwal ma na celu kultywowanie rodzimych tradycji kulinarnych oraz propagowanie wartości kulturowych regionu. W ramach imprezy urządzane są konkursy kulinarne dla kół gospodyń wiejskich, gospodarstw rybackich, jak również, jako impreza towarzysząca, Konkurs kulinarny "Galicyjskie smaki wczoraj, dziś i jutro". W 2017 ustanowiony został podczas jarmarku Rekord Polski w kategorii Największy Koktajl Mleczno Owocowy.